# KSC Nika
Das KSC Nika (ukrainisch Культурно-спортивний комплекс «Ніка», Kulturno-sportywnyj komplex „Nika“) ist ein Fußballstadion in Oleksandrija, Oblast Kirowohrad, Ukraine, das 1998 als Ersatz für das Shakhtar Stadion unter einem neuen Namen erbaut wurde. Es ist das Heimstadion des Premjer-Liha-Vereins FK Oleksandrija und hat eine Kapazität von 7.000 Plätzen. Von 2004 bis 2006 spielte auch der FC Kristall Oleksandrija im Stadion. 70 Prozent der Plätze sind überdacht.